# Crache à pic
Crache à pic est le neuvième roman de la femme de lettres canadienne Antonine Maillet. Publié en 1984, il est centré sur l'histoire d'une contrebandière acadienne durant la prohibition.